# Friedhofskirche Zum Heiligen Kreuz (Grimma)

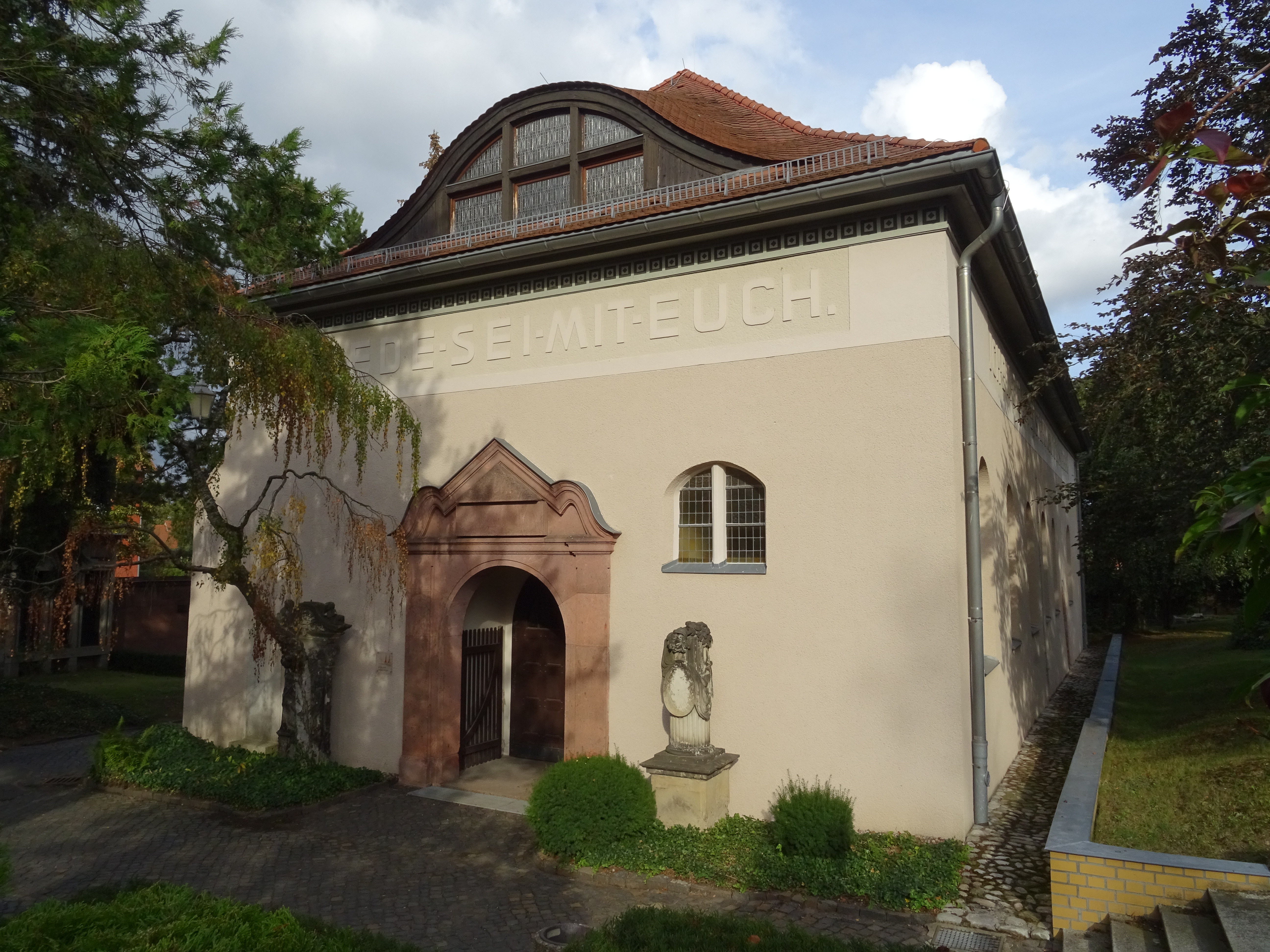
Zum Heiligen Kreuz

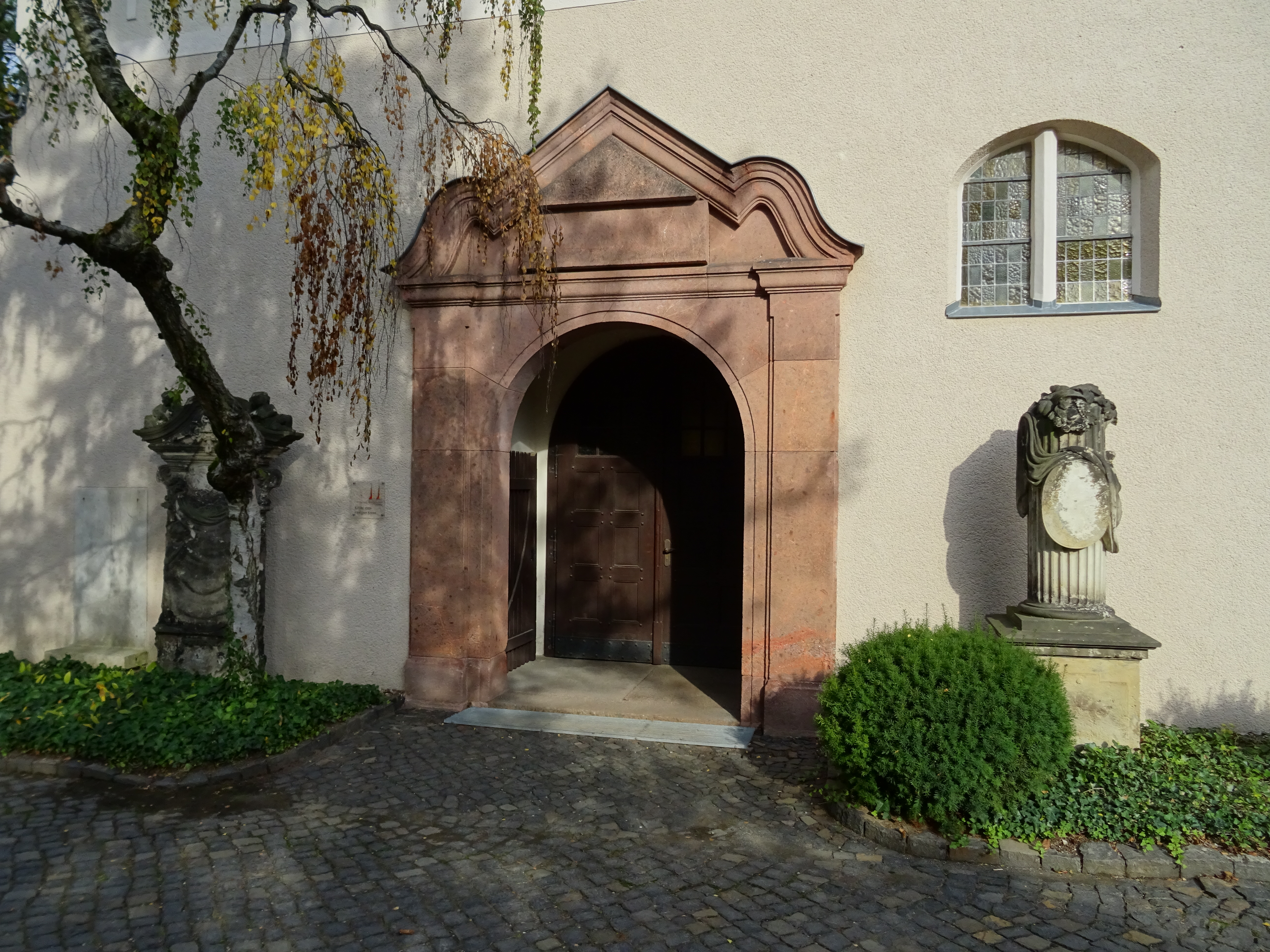
Portal

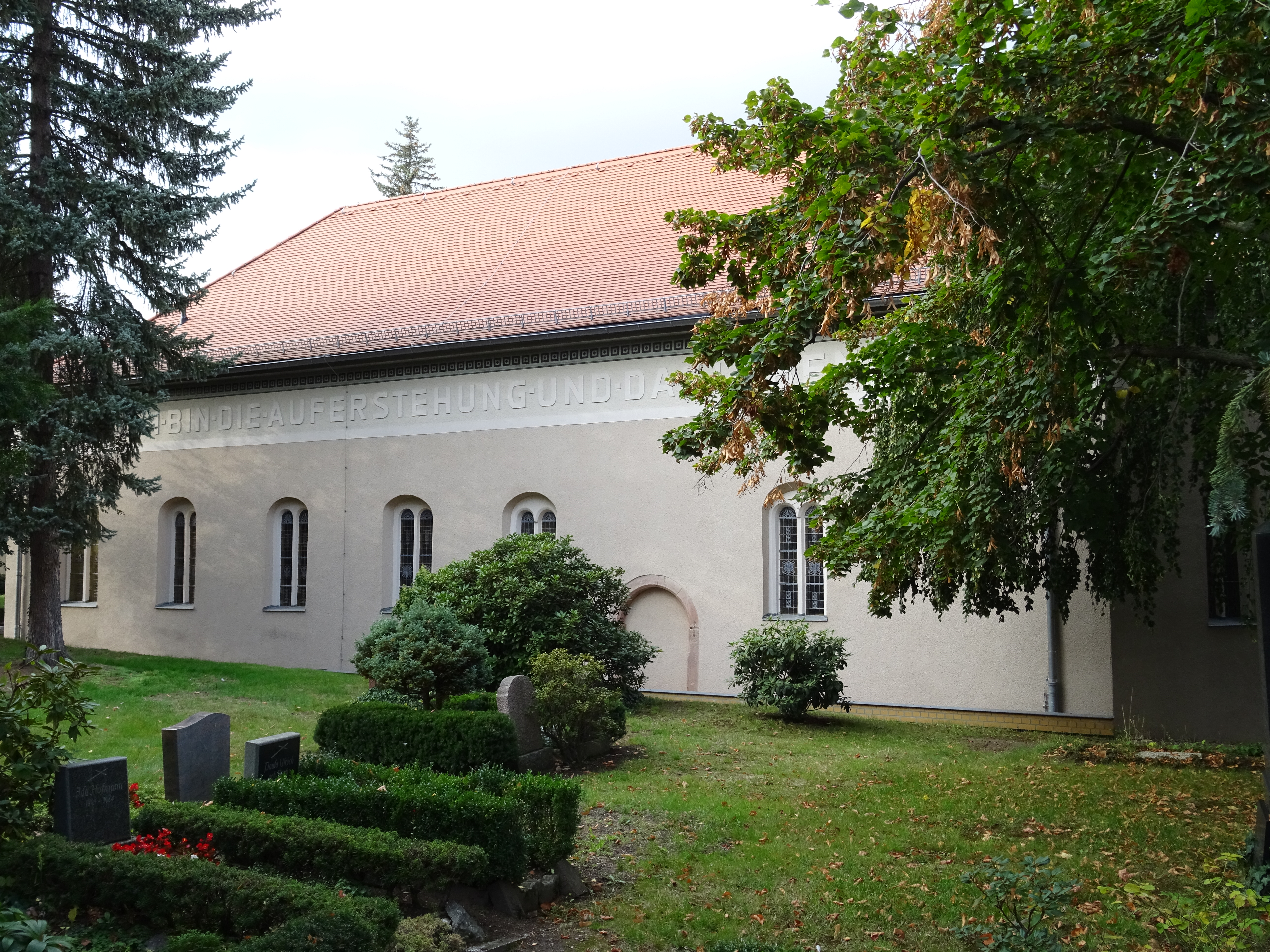
Längsseite

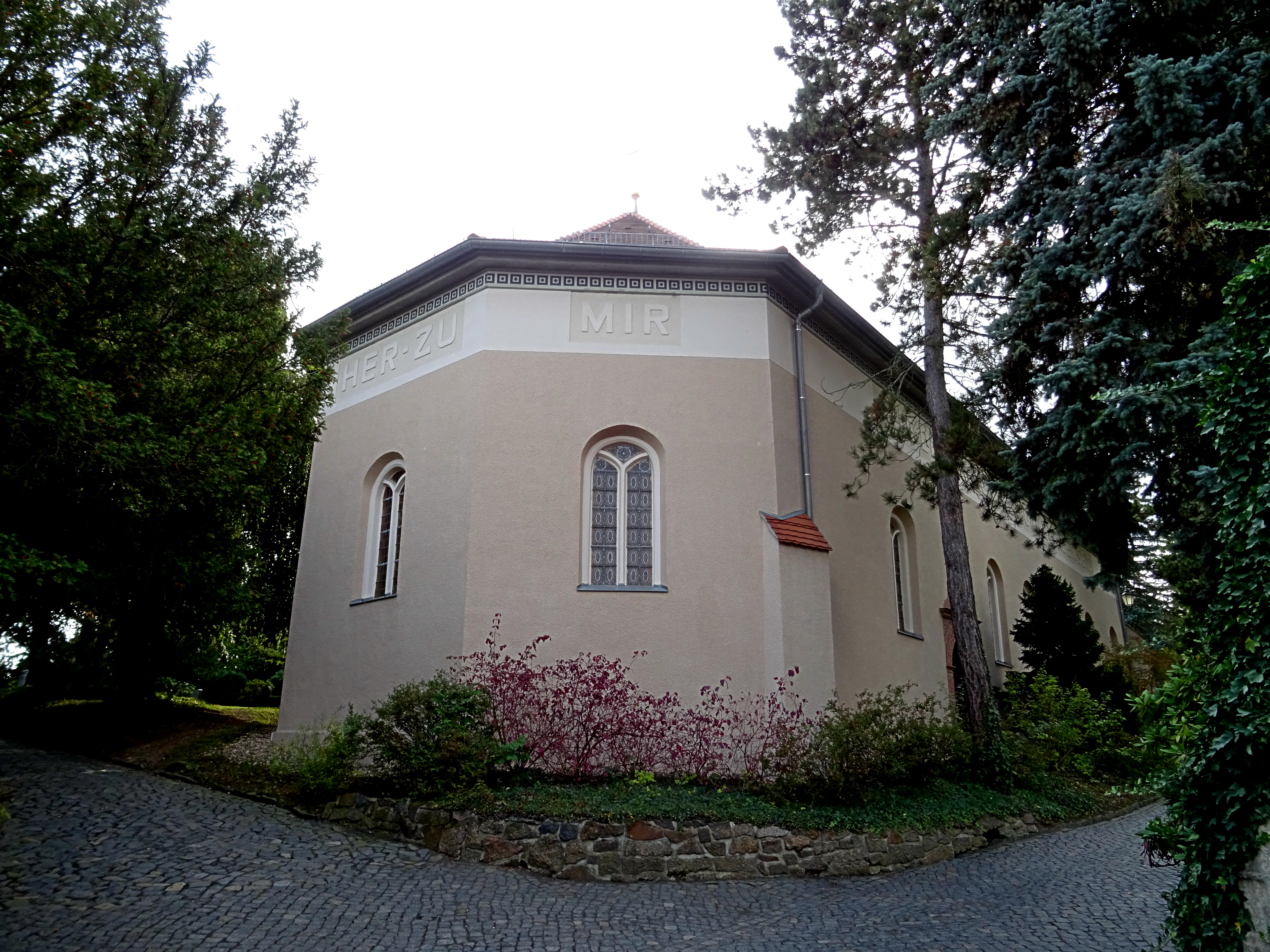
Ostseite

Die Friedhofskirche Zum Heiligen Kreuz im sächsischen Grimma besteht seit 1559.

## Geschichte
Die Beisetzungen der Stadt Grimma erfolgten bis zum Jahr 1541 auf den beiden städtischen Kirchhöfen. Die zur Zeit der Pestepidemien angestiegene Opferzahl überstieg aber deren Kapazität. So beschloss der Stadtrat den Kauf eines großen Feldstücks am Pappigen Tor außerhalb der Stadt von einer Frau Valentin Bockwitz. Das Pappige Tor wurde durch Hochwasser im Jahr 1430 und 1573 zerstört und jeweils wieder errichtet. Nach dem Hochwasser um 1888 wurde es dann ganz abgerissen.
Auf dem neuen Friedhof wurde eine Begräbniskirche, auch Gottesackerkirche, gebaut. Die feierliche Grundsteinlegung erfolgte am 7. Juli 1556 im vorderen Teil des Friedhofsgeländes. Die Maurerarbeiten führte Peter Burckhardt aus Grimma aus. Im Jahr 1559 wurde die Kirche geweiht. Im Jahr 1607 erweiterte man sie um ca. 10 Meter (18 sächsische Ellen) und versah sie mit einem Dachreiter für die Totenglocke. Während der Befreiungskriege von 1811 bis 1813 nutzte man die Kirche als Militärlazarett.
Ab 1833 gestattete man der katholischen Gemeinde die Nutzung der Kirche für Gottesdienste gegen ein Entgelt.
Als 1836 der Dachreiter baufällig wurde, beschloss der Kirchenvorstand dessen Abriss und die komplette Erneuerung des Dachs. Es wurde bis zur Mauerkrone abgetragen und unter Verzicht des Dachreiters neu errichtet, mit einem neuen flacher gehaltenen Dachstuhl versehen und mit Schieferschindeln eingedeckt. Die Totenglocke wurde in einer Ecke des Daches in einem Dachfenster auf der Ostseite installiert. Bei einer Instandsetzung 1910 wurde die Kirche grundlegend verändert und den neuen Bedürfnissen angepasst. In den Jahren von 1993 und 2003 erfolgten erneute Instandhaltungs- und Modernisierungsmaßnahmen.

## Ausstattung
Im Zuge der baulichen Veränderungen wurde der gotische Flügelaltar aus der um 1888 abgerissenen Nikolaikirche installiert. Er stammt aus der Zeit um 1519, wurde um 1530 ergänzt und enthält reich verzierte Schnitzereien und Bildszenen aus der Cranach-Schule. Im Mittelschrein sind drei Figuren, in der Mitte der heilige Nikolaus, rechts Hyacinthus mit einer Hostienbüchse, links der heilige Erasmus als Bischof. Die rechte Flügelseite zeigt die heilige Margareta mit einem Ungeheuer zu Füßen und die heilige Barbara mit einem Kelch. Auf der linken Seite sind der heilige Christophorus mit dem Jesuskind und der heilige Laurentius dargestellt.

## Orgel
Im Eingangsbereich befindet sich die Orgelempore. Im Jahr 1938 installierte die Firma Hermann Eule Orgelbau Bautzen ein Orgelpositiv als opus 209.
| Manual C–f3 |           |    |
| 1.          | Rohrflöte | 8′ |
| 2.          | Quintade  | 4′ |
| 3.          | Principal | 2′ |
| 4.          | Cymbel II |    |

Weiterhin war das Instrument ausgestattet mit Tremolo, Tastenfessel und Windanzeige. Es hatte mechanische Schleifladen und einen Schwimmerbalg mit einem Schöpfbalg mit zwei Fußtretern zum Windschöpfen im Untergehäuse. Im Prospekt mit 37 frei stehenden Pfeifen stand der Principal 2′.
Im Jahr 1994 wurde das Orgelpositiv in die Frauenkirche umgesetzt und beim Hochwasser 2002 stark beschädigt. Das Instrument wurde aufgegeben und in Privatbesitz abgegeben. Die Firma Wilhelm Sauer Orgelbau Frankfurt (Oder) baute im Jahr 1994 eine neue Orgel, ein Serieninstrument mit acht Registern auf dem Manual und ein Register im Pedal.

## Glocken

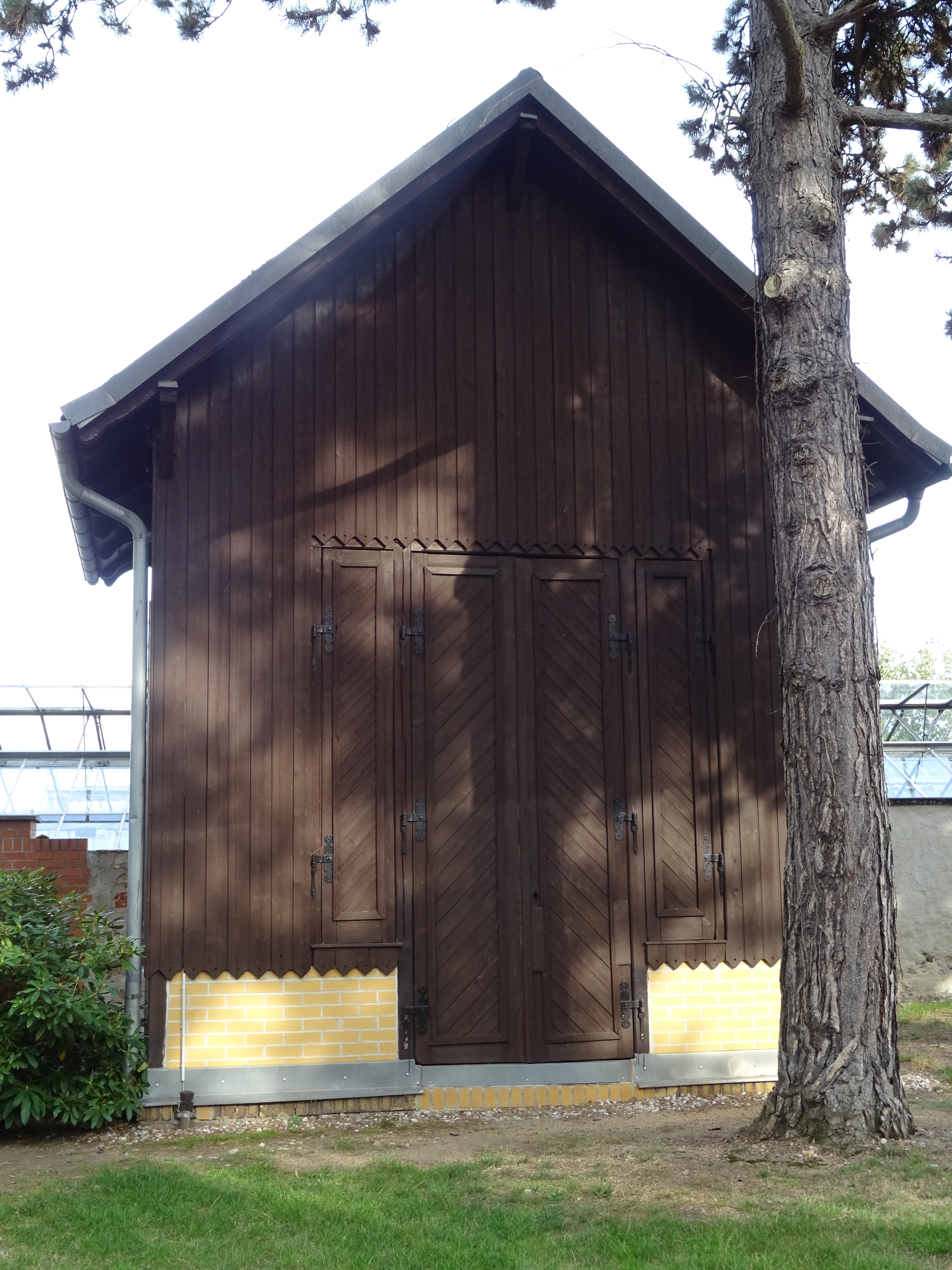
Glockenhaus

Das aus drei Bronzeglocken bestehende Geläut stammt aus dem 14. und 17. Jahrhundert. Die Glocken gehören zu den ältesten Bronzeglocken in Sachsen und hingen ursprünglich in der um 1888 abgerissenen Nicolaikirche Grimma. Das Geläut befindet sich in einem seitlich stehenden Glockenhaus. Die große Glocke aus dem Jahr 1677 wurde vom Glockengießer Johann Jacob Hoffmann aus Halle an der Saale gegossen. Die mittlere und kleinere Glocke sind um 1350 gegossen worden. Während des Zweiten Weltkriegs musste die große Glocke als Metallspende nach Hamburg abgegeben werden, konnte aber am 10. Februar 1950 zurück nach Grimma geholt werden. Der Glockenstuhl und die Glockenjoche sind aus Stahl beziehungsweise Gusseisen gefertigt.
Datenübersicht
| Glocke | Gussdatum  | Gießer                | Durchmesser | Masse   | Schlagton |
| ------ | ---------- | --------------------- | ----------- | ------- | --------- |
| 1      | 1677       | Johann Jacob Hoffmann | 1378 mm     | 1629 kg | d′+11     |
| 2      | um 1350    | unbekannt             | 894 mm      | 450 kg  | h′+2      |
| 3      | 13. Jahrh. | unbekannt             | 666 mm      | 170 kg  | f′+8      |

## Friedhof
Während der zweiten Kirchenvisitation im März 1534 beschloss man die Auslagerung des Nikolaikirchen- und des Frauenkirchenfriedhofs hinter die Stadtmauer, so dass 1541 der neue Gottesacker hergerichtet wurde, auf dem 1542 die erste Beisetzung erfolgte. Ernst von Ponickau schenkte der Stadt ein angrenzendes Feld zur Friedhofserweiterung. Im Jahr 1890 wurde die Friedhofsfläche wiederum erweitert und Zweiter Friedhof genannt und mit Lindenalleen abgegrenzt. Die nächste Erweiterung folgte im Jahr 1909 mit der Begrenzung von Zypressen und Birken, als Dritter Friedhof bezeichnet und die letzte Vergrößerung des Friedhofes erfolgte mit dem Vierten Friedhof nach 1945.
Der Friedhof umfasst eine Fläche von ca. 3,75 ha. Die parkähnliche Anlage ist ein Ort der Ruhe und Stille inmitten der Stadt mit einem vielfältigen Baumbestand, blühenden Sträuchern und Stauden. Die zahlreichen historischen Grabmäler machen ihn zu einem wichtigen Kulturdenkmal.